# Drosophila pavlovskiana
Drosophila pavlovskiana är en tvåvingeart som beskrevs av Costas Kastritsis och Theodosius Dobzhansky 1967. Drosophila pavlovskiana ingår i släktet Drosophila och familjen daggflugor.
Artens utbredningsområde är Guyana.